# Северное (Сахалинская область)
Северное — село в Томаринского городского округа Сахалинской области России, в 76 км от районного центра.

## География
Находится на берегу реки Боровая.

## История
Решение Красногорского райисполкома от 10.01.1951 N 5 «О переименовании и присвоении русских названий населённым пунктам в районе» образован посёлок Северный как фактический существующий.
Постановление Администрации Сахалинской области от 26.04.2004 № 50-па посёлок Северный преобразован в село Северное.

## Население
| 2002 | 2010 | 2021 |
| ---- | ---- | ---- |
| 3    | ↘0   | →0   |

По переписи 2002 года население — 3 человека (2 мужчины, 1 женщина).